# Wolfgang Schorlau
Wolfgang Schorlau (ur. 1951 w Idar-Oberstein) – niemiecki dziennikarz i pisarz, autor powieści kryminalnych.

## Życiorys
Początkowo pracował na stażu w hurtowni we Fryburgu Bryzgowijskim. Podczas protestów studenckich w latach 1967-1968 silnie zaangażował się politycznie. Następnie pracował w branży IT, jako menedżer. Obecnie jest niezależnym pisarzem i dziennikarzem, zamieszkałym w Stuttgarcie. Jego pasją jest muzyka bluesowa.

## Powieści z Georgiem Denglerem
Jest autorem powieści kryminalnych o zabarwieniu politycznym o byłym oficerze Federalnego Biura Śledczego – Georgu Denglerze:
- Błękitna lista (Die blaue Liste) - 2003,
- Zmowa milczenia (Das dunkle Schweigen) - 2005,
- Mętna woda (Fremde Wasser) - 2006,
- Brennende Kälte - 2008,
- Das München-Komplott - 2009,
- Die letzte Flucht - 2011[2].

## Inne prace
- Der PC im galvanischen Betrieb - 1995,
- Down At Theresas – Chicago Blues - 2000,
- Sommer am Bosporus - 2005,
- Das brennende Klavier. Der Musiker Wolfgang Dauner - 2010,
- Rebellen - 2013[2].